# Кадгерины
Кадгерины — основной класс молекул клеточной адгезии, обеспечивающие кальций-зависимое гомофильное соединение клеток в плотных тканях организма. Кадгерины, помимо участия в механическом соединении клеток друг с другом, важны для развития организма, образования слоев и групп клеток, узнавания клеток друг другом, передачи сигналов. Классические кадгерины — это первые кадгерины, выделенные в отдельный подтип. Классические кадгерины принадлежат большой семье генов, кодирующей такие молекулы адгезии, как десмосомальный кадгерин, Т-кадгерин. По структуре классический кадгерин представляет собой трансмембранный белок, существующий в форме параллельного димера.

## Классификация
| субтип                                            | пример |
| ------------------------------------------------- | --- |
| классические кадгерины                            | Тип I: E-кадгерин, N-кадгерин, P-кадгерин, R-кадгерин, M-кадгерин Тип II: VE-кадгерин, K-кадгерин, CDH7, CDH8, T1-кадгерин, T2-кадгерин, OB-кадгерин, CDH12, CDH18, CDH19, CDH20, CDH22, CDH24 |
| десмосомальные кадгерины                          | десмоколлин, десмоглеин |
| атипичные кадгерины                               | T-кадгерин, LI-кадгерин |
| протокадгерин                                     | PCDHA4, PCDH1, PCDH8 et al. |
| ассоциированные с кадгеринами сигнальные протеины | FAT, Flamingo |

## Структура классических кадгеринов
В структуре классических кадгеринов выделяют две части — внеклеточная и цитоплазматическая.

### Структура внеклеточной части
Классические кадгерины подразделяют на два типа — I и II. Внеклеточная часть обоих типов состоит из пяти повторяющихся доменов, которые обозначают как EC-1-5, в зависимости от удаленности домена от N-конца. Домен EC-1 (повторяющийся домен, который максимально удален от клетки) — отвечает за специфичность образования контактов, то есть клетки могут вступать в контакт (Zonula adherens) только с клетками, экспримирующими идентичный кадгерин, однако в некоторых случаях возможны также гетерофильные контакты между классическими кадгеринами. Специфичность образования контактов между клетками очень важна для развития организма, в частности для образования тканей из клеток. Другие EC домены могут взаимодействовать с различными партнерами, тем самым обеспечивая уникальную функциональность кадгеринов. Например домен EC4 может взаимодействовать с рецептором фактора роста фибробластов (FGFR).

### Структура цитоплазматической части
Цитоплазматическая часть кадгеринов является консервативной. Для каждого подтипа характерна своя структура.
Цитоплазматическая часть белка соединена с бета-катенином (плакоглобином) и белком p120, который стабилизирует кадгерин на поверхности клетки. Бета-катенин соединяет цитоплазматическую часть кадгерина с альфа-катенином. Последний соединен с актином цитоплазматического скелета. Перечисленные белки образуют стабильный кадгерин-катениновый комплекс. К этому комплексу подсоединяются также некоторые другие белки, роль которых пока недостаточно изучена.

## Распространение среди групп живых организмов
Кадгерины важны как для простых, так и для сложных организмов. Помимо позвоночных, насекомых и нематод, кадгерины встречаются также в одноклеточных организмах, например в хоанофлаггеллатах, эукариотических организмах, например, гидрах, в губках, например, Oscarella carmela.